# Полекарциці
Полекарциці (пол. Polekarcice) — село в Польщі, у гміні Конюша Прошовицького повіту Малопольського воєводства.
Населення — 334 особи (2011).
У 1975-1998 роках село належало до Краківського воєводства.

## Демографія
Демографічна структура станом на 31 березня 2011 року:
|          | Загалом | Допрацездатний вік | Працездатний вік | Постпрацездатний вік |
| -------- | ------- | ------------------ | ---------------- | -------------------- |
| Чоловіки | 172     | 29                 | 127              | 16                   |
| Жінки    | 162     | 41                 | 87               | 34                   |
| Разом    | 334     | 70                 | 214              | 50                   |